# الحوار التونسي (قناة)
الحوار التونسي (بالفرنسية: Elhiwar Ettounsi)‏ هي قناة تلفزيونية خاصة تونسية.

في 28 يناير 2014، اندمجت القناة مع قناة التونسية وبدأت تبث نفس برامجها مع نفس الطاقم.

## التاريخ
تم إطلاق القناة في مايو 2003، وتبث ساعتين في الأسبوع، يوم الأحد على قمر هوت بيرد، ومنذ 2004، على قمر يوتلسات. في 2006، بدأت القناة تبث يوميا ساعة واحدة على نفس الترددات. برامجها ذات الطابع الاجتماعي والسياسي فتحت الأبواب لمعارضي حكم الرئيس زين العابدين بن علي، والذي عرّضها لعديد من الانتقادات والمضايقات.

بعد الثورة التونسية في2011، وسعت القناة توقيت بثها وأصبحت قناة مستقلة على قمر نايلسات بداية من 1 سبتمبر 2011.

في سبتمبر 2014، تم بيع القناة لزوجة سامي الفهري، وتم دمج قناة الحوار التونسي مع قناة سامي الفهري وهي التونسية وذلك في 28 سبتمبر 2014.

## التنظيم
يقع مقر القناة في مدينة منوبة في تونس العاصمة.

البث يقام عبر الساتل والأنترنت والميكروويف الأرضي في باقة TNT التي يديرها الديوان الوطني للإرسال الإذاعي والتلفزي.

## البرامج
| البرنامج                      | المقدم                     | البث                  | مباشر / مسجل |
| ----------------------------- | -------------------------- | --------------------- | ------------ |
| نهار الأحد ما يهمّك في حدّ      | سامي الفهري                | الأحد                 |              |
| حكايات تونسية                 | سامي الفهري                | الأثنين               | مسجل         |
| أمور جدية                     | نوفل الورتاني              | الثلاثاء              | مسجل         |
| كلام النّاس                    | علاء الشابي                | الإربعاء              | موسم بموسم   |
| الحق معاك                     | حمزة البلومي               | الخميس                | مسجل         |
| عندي ما نقلك                  | علاء الشابي                | الجمعة                | مسجل         |
| لاباس                         | نوفل الورتاني              | السبت                 | مسجل         |
| لمن يجرؤ فقط                  | سمير الوافي                | الأحد                 | مسجل         |
| 24 تونس                       | مريم بالقاضي               | من الإثنين إلى الجمعة | مباشر        |
| دليلك ملك                     | سامي الفهري                | من الاثنين للجمعة     | مسجل         |
| لمن يضحك فقط                  | نوفل الورتاني              | بديل لاباس            | مسجل         |
| أهلا وسهلا                    | سمير الوافي                | بديل لمن يجرؤ فقط     | مسجل         |
| داري ديكو                     | نرجس عاشور                 | الأحد                 | مسجل         |
| 11/23 الرئاسية 12/21 الرئاسية | حمزة البلومي وإلياس الغربي | نوفمبر وديسمبر 2014   | مباشر        |
| أي تاك                        | محمد علي السويسي           |                       | مسجل         |
| 360 درجة                      | الهادي الزعيم              | الأحد                 | مسجل         |
| auto+                         | صدري إسكندر                | الاحد                 | مسجل         |

## مسلسلات
| مسلسل         | فكرة        |
| ------------- | ----------- |
| ليام          | سامي الفهري |
| مكتوب         | سامي الفهري |
| كاميرا كافيه  | سامي الفهري |
| أولاد مفيدة   | سامي الفهري |
| حكايات تونسية | سامي الفهري |
| دنيا أخرى     | سامي الفهري |
| تاج الحاضرة   | سامي الفهري |
| اللي ليك ليك  |             |
| ابن خلدون     |             |
| الفوندو       | سوسن الجمني |

## مواضيع ذات علاقة
- قنوات تلفزية تونسية